# Ori Orr
Ori Orr, (en hébreu : אורי אור,) né le 22 avril 1933 à Kfar-Haïm, est un homme politique et un militaire israélien.

## Biographie
Il est né à Kfar-Haïm en 1939. Il étudie à l'Université de Tel Aviv, il obtient un bachelor en art et en science politique. Il fait son service militaire en 1957. Il est capitaine durant la guerre des Six Jours. Il est promu lieutenant colonel en 1973. Il est promu général en 1983.
Il s'inscrit au parti travailliste et est élu en 1988 et en 1992 à la Knesset.